# The Merry Thoughts
The Merry Thoughts ist eine deutsche Gothic-Rock-Band.

## Geschichte
Die Band wurde 1983 von Carsten Mainz (Gitarre, Synthesizer) und Olaf Wollschläger (Synthesizer, Schlagzeugcomputer) in Neuss gegründet. Marvin Arkham kam kurz darauf zur Band und übernahm schnell die Rolle des Sängers und Songwriters. Sonja Jordan an der Gitarre komplettierte die Band.
Auf dem ersten bekannten Demo "The Ravens" wurden 1986 hauptsächlich Songs mit Synthesizer eingespielt. Hierbei sind z. B. frühe Versionen von 'Second Generation' oder 'Dreamland' zu hören, aber auch bis heute unveröffentlichtes Material wie 'Enemy', 'Lap of the God' oder 'Master of the Storms'.
1991 nahmen Sonja Jordan und Marvin Arkham erneut ein Demo von 'Second Generation' auf. Dieser Song wurde 1993 die erste Single, gefolgt von 'Pale Empress' und dem ersten Album 'Millennium Done I: Empire Songs'.
1996 erschien das zweite Album 'Psychocult'. Bis zum Jahre 2000 waren die Merry Thoughts live zu sehen. Das bis heute letzte Konzert wurde 2000 im Albion in New York City gegeben.
Nach dem Ausstieg von Jordan besteht die Band nur noch aus Marvin Arkham.
Die offizielle Homepage ist seit April 2012 offline. Mit einem Comeback ist deshalb nicht zu rechnen. Zahlreiche Songs, die man im Laufe der Jahre live hörte, wurden nie offiziell veröffentlicht.

## Diskografie

### Alben
- Millennium Done I: Empire Songs (1993)
- Psychocult: The Interim Versions (1996)

### Singles
- Pale Empress EP (1993 – CD Single)
- Second Generation (1993 – CD Single)

### Demos
- The Ravens (1986 – Tape)
- Demos 1991 (1991 – CD)